# Liste der Stolpersteine in Diemen
Die Liste der Stolpersteine in Diemen umfasst jene Stolpersteine, die vom deutschen Künstler Gunter Demnig in Diemen verlegt wurden, einer Gemeinde in der niederländischen Provinz Nordholland, angrenzend an Amsterdam. Stolpersteine sind Opfern des Nationalsozialismus gewidmet, all jenen, die vom NS-Regime drangsaliert, deportiert, ermordet, in die Emigration oder in den Suizid getrieben wurden. Demnig verlegt für jedes Opfer einen eigenen Stein, im Regelfall vor dem letzten selbst gewählten Wohnsitz.
Die Verlegung der ersten zehn Stolpersteine in Diemen fand am 4. Oktober 2019 statt.

## Verlegte Stolpersteine
In Diemen wurden elf Stolpersteine an drei Adressen verlegt.
| Stolperstein | Übersetzung | Verlegeort         | Name, Leben |
| ------------ | --- | ------------------ | --- |
|              | HIER UNTERGETAUCHT ALFRED ISRAËLS GEBOREN 1924 FLUCHT SEPT. 1942 IN DIE SCHWEIZ ÜBERLEBT                                                  | Schoolstraat 43    | Alfred Israëls (1924–1942) |
|              | HIER UNTERGETAUCHT ASTRID ISRAËLS GEBOREN 1935 VERHAFTET 9.9.1942 DEPORTIERT AUS WESTERBORK ERMORDET 14.9.1942 AUSCHWITZ                  | Schoolstraat 43    | Astrid Israëls (1935–1942) |
|              | HIER UNTERGETAUCHT MARCUS ISRAËLS GEBOREN 1882 VERHAFTET 9.9.1942 DEPORTIERT AUS WESTERBORK ERMORDET 14.9.1942 AUSCHWITZ                  | Schoolstraat 43    | Marcus Israëls |
|              | HIER UNTERGETAUCHT MARIA ISRAËLS- DE BEER GEBOREN 1897 VERHAFTET 9.9.1942 DEPORTIERT AUS WESTERBORK ERMORDET 14.9.1942 AUSCHWITZ          | Schoolstraat 43    | Maria Israëls-De Beer (1897–1942) |
|              | HIER WOHNTE ARNOLD VAN PRAAG GEBOREN 1907 DEPORTIERT 6.7.1943 AUS WESTERBORK ERMORDET 9.7.1943 SOBIBOR                                    | Jan Bertsstraat 31 | Arnold van Praag |
|              | HIER WOHNTE ERIKA VAN PRAAG- RUBEN GEBOREN 1908 DEPORTIERT 6.7.1943 AUS WESTERBORK ERMORDET 9.7.1943 SOBIBOR                              | Jan Bertsstraat 31 | Erika van Praag-Ruben |
|              | HIER WOHNTE JAKOB RUBEN GEBOREN 1878 DEPORTIERT 10.3.1943 AUS WESTERBORK ERMORDET 13.3.1943 SOBIBOR                                       | Jan Bertsstraat 31 | Jakob Ruben |
|              | HIER WOHNTE SARA RUBEN- WEINBERG GEBOREN 1872 DEPORTIERT 10.3.1943 AUS WESTERBORK ERMORDET 13.3.1943 SOBIBOR                              | Jan Bertsstraat 31 | Sara Ruben-Weinberg |
|              | HIER WOHNTE SAMUEL ROTENBERG GEBOREN 1906 INTERNIERT 1943 VUGHT DEPORTIERT AUS WESTERBORK ERMORDET 21.1.1945 AUSCHWITZ                    | Jan Bertsstraat 14 | Samuel Rotenberg |
|              | HIER WOHNTE SAUL ROTENBERG GEBOREN 1936 INTERNIERT 1943 VUGHT DEPORTIERT 29.6.1943 AUS WESTERBORK ERMORDET 2.7.1943 SOBIBOR               | Jan Bertsstraat 14 | Saul Rotenberg wurde am 6. Dezember 1936 geboren. Seine Eltern waren Samuel Rotenberg und Chaja Rotenberg-Schlomovicz. Er wurde im Juni 1943 mit dem sogenannten Kindertransport von Vught über Westerbork nach Sobibor deportiert und am 2. Juli 1943 im dortigen Vernichtungslager ermordet. Er wurde 6 Jahre alt. |
|              | HIER WOHNTE CHAJA ROTENBERG- SCHLOMOVICZ GEBOREN 1907 INTERNIERT 1943 VUGHT DEPORTIERT 29.6.1943 AUS WESTERBORK ERMORDET 2.7.1943 SOBIBOR | Jan Bertsstraat 14 | Chaja Ester Rotenberg-Schlomovicz (1907–1943) |

## Verlegungen
Die ersten zehn Stolpersteine von Diemen wurden von Gunter Demnig persönlich am 4. Oktober 2019 verlegt. Nachverlegt wurde der Stein für Alfred Israëls am 21. Februar 2020.